# Aleksandra Khalantchouk
Aleksandra Khalantchouk (en russe : Александра Халанчук) est une ancienne joueuse de volley-ball russe née le 9 novembre 1989. Elle mesure 1,83 m et jouait au poste d'attaquante. 

## Clubs
| Club                  | De        | À         |
| --------------------- | --------- | --------- |
| VK Stroitel           | 2005-2006 | 2009-2010 |
| Sparta Nijni Novgorod | 2010-2011 | 2011-2012 |
| Indesit Lipetsk       | 2012-2013 | 2012-2013 |
| VK Voronej            | 2013-2014 | 2013-2014 |